# مارك مور
مارك مور هو لاعب هوكي الجليد كندي، ولد في 13 فبراير 1977 في وندسور في كندا.

## وصلات خارجية
- مارك مور على موقع دوري الهوكي الوطني (الإنجليزية)
- مارك مور على موقع EliteProspects.com (الإنجليزية)
- مارك مور على موقع HockeyDB.com (الإنجليزية)